# 3-й королевский танковый полк
3-й королевский танковый полк (англ. 3rd Royal Tank Regiment (3 RTR)) — тактическое формирование Британской армии, существовавшим с 1917 по 1992 год. Он входил в состав Королевского танкового полка, который сам являлся частью Королевского бронетанкового корпуса. Первоначально он воевал как батальон C Танкового корпуса (C Battalion, Tank Corps) в 1917 году.

## История
В 1916 году в Пулемётном корпусе (Machine Gun Corps) была сформирована тяжёлая секция, позже отделение (Branch), для того чтобы укомплектовать экипажи первых танков. Рота «С» была сформирована в Бисли и отправлена во Францию, после наступления в 1916 году тяжёлая секция стала тяжелым отделением, а рота «С» была увеличена до численности батальона. Затем тяжёлое отделение было переформировано в новый танковый корпус, а батальон «С» воевал от Камбре до конца войны, будучи перевооруженным на танки «Уиппет» в 1918 году. Лейтенант Сесил Сьюэлл получил единственный в батальоне Крест Виктории за выдающийся акт храбрости при Фремикуре в августе 1918 года.
После войны танковый корпус был сокращён и получил королевский префикс, а батальоны с номерами были пронумерованы, и батальон «C» стал 3-м танковым корпусом. В 1939 году 3-й танковый корпус был переименован в «3-й королевский танковый полк».
С началом Второй мировой войны армия была вновь переброшена во Францию. В 1940 году 3 RTR, которым командовал подполковник Реджинальд Келлер, готовился к развёртыванию в составе 1-й бронетанковой дивизии, когда его срочно перебросили в Кале. Здесь он сражался во время четырёхдневной осады Кале, части битвы за Францию. Все танки были потеряны, многие военнослужащие погибли или попали в плен, но некоторым удалось бежать в Дюнкерк или эвакуироваться из Кале до падения порта.
Впоследствии полк был восстановлен в Великобритании в составе 3-й бронетанковой бригады, своего первоначального родительского формирования. Переброшенный на Ближний Восток, он входил в состав 1-й бронетанковой бригады, когда она была отправлена на защиту Греции, чтобы попытаться остановить немецкое вторжение в марте 1941 г. С мая по середину ноября 1941 г. был период реорганизации в Египте. В 1942 году он на короткое время был объединён с 5-м королевским танковым полком в 3-й/5-й королевский танковый полк, вернувшись к своему прежнему названию месяц спустя. Затем он был придан 8-й бронетанковой бригаде. В конце 1943 года 3 RTR был переведён обратно в Великобританию, войдя в состав 29-й бронетанковой бригады 11-й бронетанковой дивизии.
После войны в 1959 году он был объединён с 6-м королевским танковым полком без изменения названия. В 1973 году и снова в 1974 году полк был переброшен в Северную Ирландию во время смуты.
В период 1988—1992 гг. полк базировался в Пенинсула-Баррекс г. Хемер (земля Северный Рейн-Вестфалия), находясь в составе 3-й бронетанковой дивизии. Имел на вооружении 57 танков Челленджер 1.
В 1992 году 3 RTR был объединён со 2-м королевским танковым полком под этим названием.